# Columba leucomela
Columba leucomela là một loài chim trong họ Columbidae.

## Hình ảnh

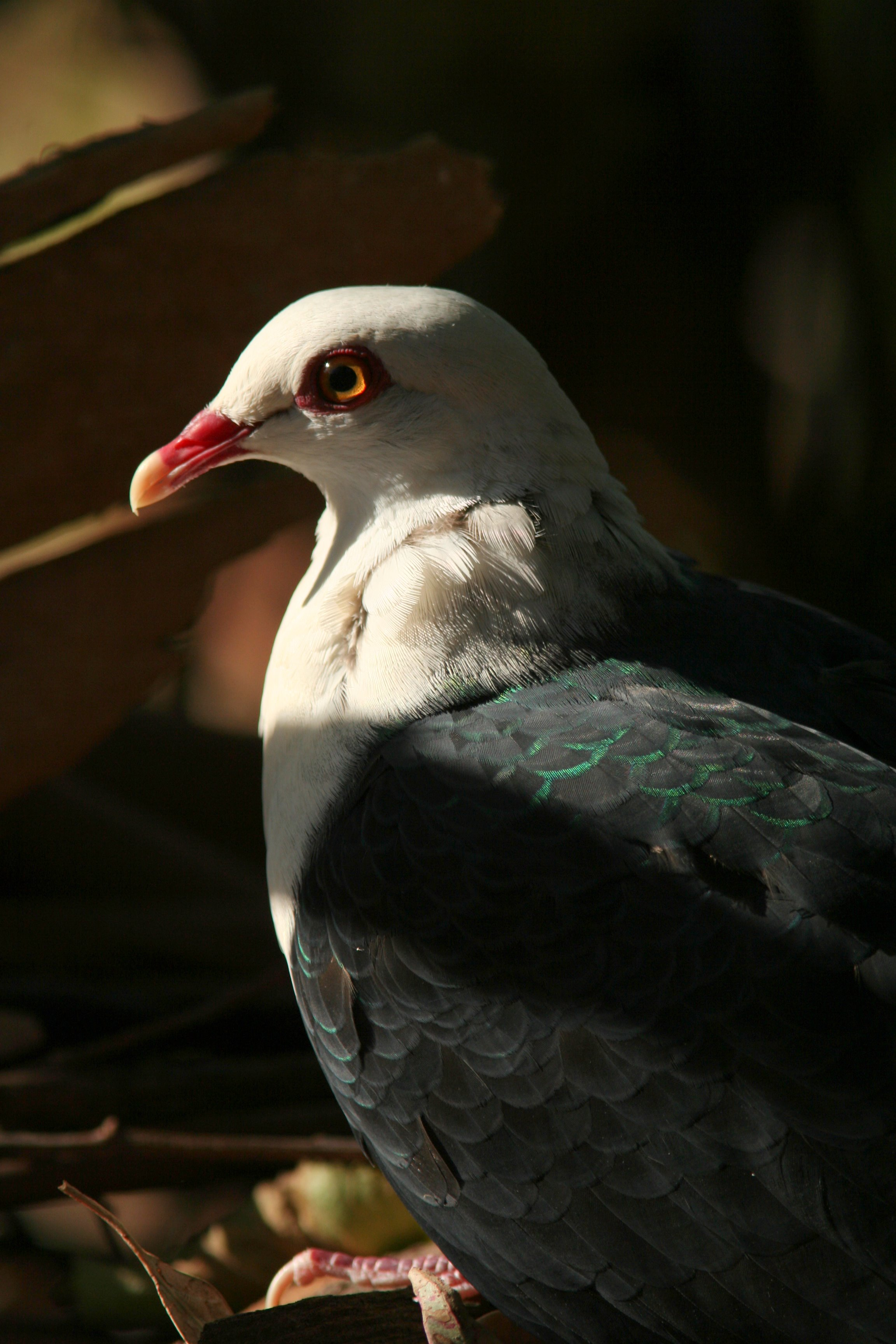
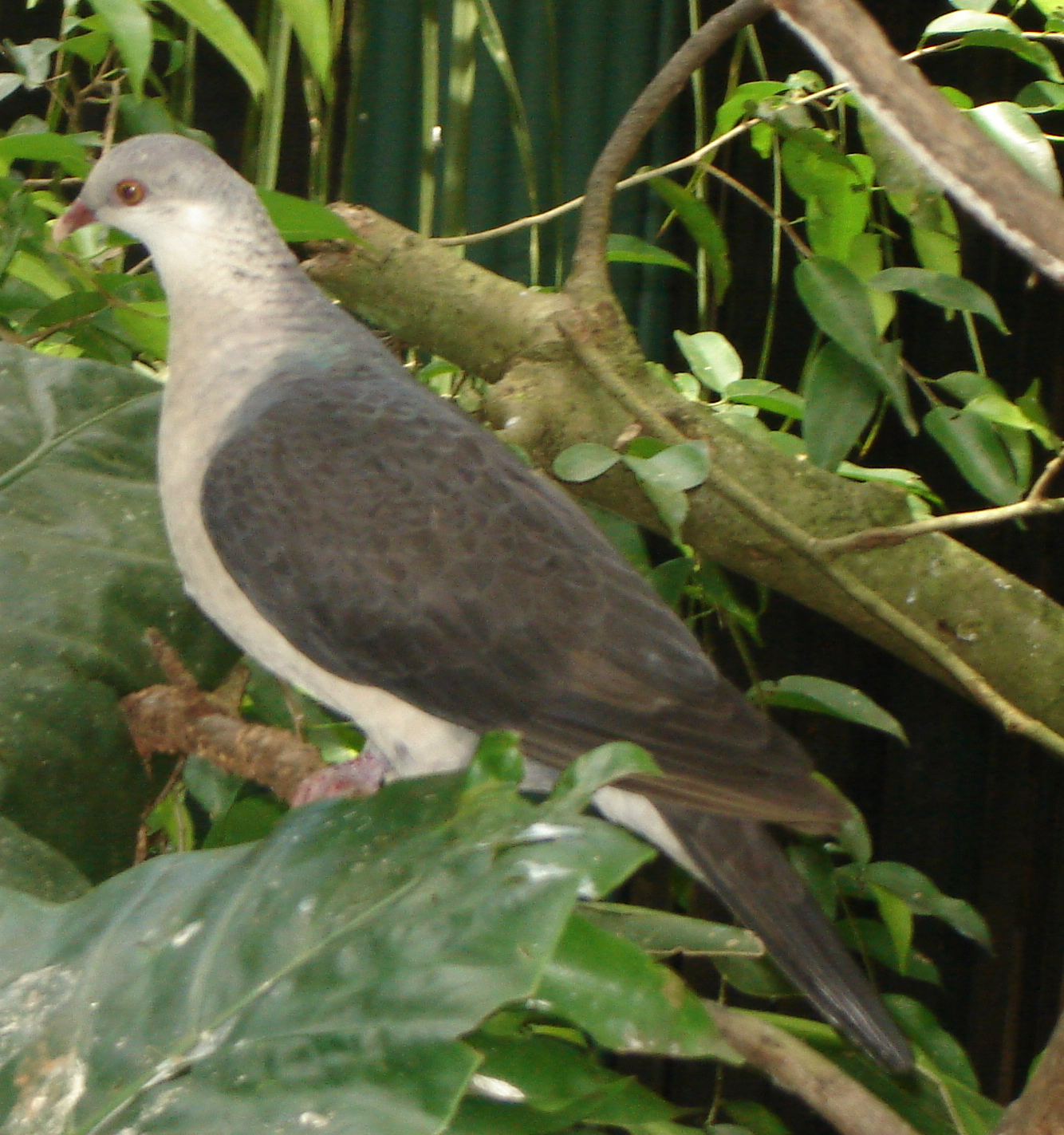